# 古隆语
古隆语是古隆族的语言，属于藏缅语族达芒语支，有43万人使用，主要分布在尼泊尔北部。
可以分为两种语言：
- 东古隆语，23万人使用；
- 西古隆语，20万人使用。